# The Mummer's Daughter
The Mummer's Daughter è un cortometraggio muto del 1908 diretto da George D. Baker. Fu il primo film da sceneggiatore dell'attore e regista Van Dyke Brooke.

## Produzione
Il film fu prodotto dalla Vitagraph Company of America.

## Distribuzione
Distribuito dalla Vitagraph Company of America, il film - un cortometraggio di circa otto minuti - uscì nelle sale statunitensi il 27 ottobre 1908.